# Thủy điện Sê San 3
Thủy điện Sê San 3 là thủy điện xây dựng trên dòng Krông B'Lah  tại vùng đất xã Ia Mơ Nông huyện Chư Păh, tỉnh Gia Lai, và xã Yaly, huyện Sa Thầy, tỉnh Kon Tum, Việt Nam .
Thủy điện Sê San 3 có công suất 260 MW với 2 tổ máy, khởi công tháng 6/2002 , hoàn thành tháng 7/2006.
Thủy điện nằm cách thủy điện Yaly chừng 15 km xuôi theo dòng Krông B'Lah .

## Krông B'Lah
Krông B'Lah hay Đăk Bla là phụ lưu hợp thành chính của sông Sê San.
Tại rìa xã Ia Khai huyện Ia Grai tỉnh Gia Lai thì dòng Krông B'Lah hợp lưu với dòng Ia Grai thành sông Sê San .

## Chỉ dẫn
1. ↑  Trong tiếng các dân tộc thuộc nhóm ngôn ngữ Môn-Khmer ở Tây Nguyên và trong tiếng Việt cổ (trước thế kỷ 16, xem Chữ Nôm) thì "krông" có nghĩa là sông; "đăk" có nghĩa là nước, sông, suối.